# El Cano
Pour les articles homonymes, voir Cano.
Manuel Jiménez y Meléndez dit « El Cano », né à Chiclana de la Frontera (Espagne, province de Cadix) le 25 avril 1814, mort à Madrid (Espagne) le 23 juillet 1852, est un matador espagnol.

## Présentation
Selon ses contemporains, ses facultés physiques, sa sobriété et son efficacité à la muleta furent ses principaux atouts face au taureau. En outre, il reçut l’aide de son compatriote  El Chiclanero « José Redondo Rodríguez » et avait été l’élève de Juan León y López « Leoncillo ».
Son ancienneté à Madrid remonte au 31 juillet 1848, lorsqu’il alterne avec « Cámara » et Julián Casas del Guijo « El Salamanquíno ».
Le 12 juillet 1852, dans les arènes de Madrid, il est gravement blessé par le taureau « Pavito » de la ganadería du Duc de Veragua. Il meurt le 23 juillet suivant.